# Slåttestjärnen (Anundsjö socken, Ångermanland)
Slåttestjärnen är en sjö i Örnsköldsviks kommun i Ångermanland och ingår i Gideälvens huvudavrinningsområde.